# José Luis Castillo
José Luis Castillo (14 de diciembre de 1973, EmpalmeSonora, México) es un boxeador profesional mexicano, campeón mundial de peso ligero del Consejo Mundial de Boxeo.
Se desempeñó como diputado local en la LXI Legislatura (2015-2018) del PRI Congreso del Estado de Sonora, representante del XIV Distrito Local con cabecera en su natal Empalme, Sonora, representando también a los municipios sonorenses de Bácum, San Ignacio Río Muerto y parte de Guaymas.

## Campeón del mundo
El 17 de junio de 2000 cambió la vida de José Luis Castillo, quien finalmente vio realizado su sueño de ser campeón del mundo. De esta manera, empezó a escribir su propia historia y ya no sólo se le conoció por su cercana relación con Julio César Chávez, con quien trabajó como su sparring durante cinco años, sino que ahora es reconocido por su calidad como boxeador.
Después de 44 peleas a lo largo de diez años de carrera, Castillo recibió la oportunidad titular ante el norteamericano Stevie Johnston, considerado como uno de los campeones mundiales más sólidos en los últimos años, quien llegaba al pleito con ocho defensas exitosas y la experiencia de once peleas titulares. La cita fue en el estacionamiento de un casino en Bell Gardens, California, en una típica tarde calurosa de verano. Castillo sorprendió al mundo del boxeo mundial al superar a Johnston por decisión mayoritaria con puntuaciones de 116-111, 115-113 a su favor y empate a 114-114, suficientes para arrebatarle el título mundial del Consejo Mundial de Boxeo (CMB) en una inesperada victoria.
La pelea fue espectacular y durante los doce asaltos mantuvo a los aficionados de pie. Johnston terminó con ambas cejas cortadas, los ojos hinchados y el dolor de perder el cinturón de campeón del mundo.

## Título
La satisfacción era plena y más el saber que el cinturón que ganó fue una vez portado por Julio César Chávez. La carrera de Castillo ha ido en ascenso constante desde que comenzó a pelear en Mexicali, Baja California, a pesar de ser originario de Empalme, Sonora.
En su debut profesional derrotó en dos asaltos a Ricardo Contreras el 4 de mayo de 1990, logrando mantenerse invicto en sus primeras 19 peleas, 18 de ellas por la vía del nocaut, hasta que perdió ante César “Cobrita” Soto en un combate por el título mexicano de peso pluma el 9 de julio de 1993. Castillo conquistó el título del Pacífico en su siguiente combate al derrotar en el primer asalto a Jesús Arce, para defender con éxito el campeonato en sus cuatro siguientes peleas para sumar una racha de seis victorias al hilo.

## Récord de peleas profesionales
El actual récord del pugilista sonorense es de 66 ganadas, 13 derrotas y 1 empate de los cuales 57 triunfos han sido por la vía del nocaut.
| 66 Ganadas (57 knockouts), 13 Perdidas, 1 Empate |         |                          |      |              |            |                                                                 |                                                                                              |
| Res.                                             | Récord  | Oponente                 | Tipo | Round        | Fecha      | Locación                                                        | Notas                                                                                        |
| Perdió                                           | 66–13–1 | Ruslan Provodnikov       | TKO  | 5 (12), 0:50 | 2014-11-28 | Luzhniki, Moscú, Rusia                                          |                                                                                              |
| Ganó                                             | 66–12–1 | José Luis Payan          | TKO  | ? (10)       | 2014-05-30 | Gimnasio Carlos Hernández Carrera, Nogales, Sonora, México      |                                                                                              |
| Ganó                                             | 65–12–1 | Felix Bojorquez          | TKO  | ? (10)       | 2014-03-21 | Gimnasio del Estado, Hermosillo, Sonora, México                 |                                                                                              |
| Perdió                                           | 64–12–1 | Antwone Smith            | UD   | 10 (10)      | 2013-02-01 | UIC Pavilion, Chicago, Illinois, Estados Unidos                 |                                                                                              |
| Ganó                                             | 64–11–1 | Iván Popoca              | TKO  | 8 (10)       | 2012-07-13 | UIC Pavilion, Chicago, Illinois, Estados Unidos                 |                                                                                              |
| Ganó                                             | 63–11–1 | Sammy Ventura            | TKO  | 2 (10)       | 2011-11-26 | Campo Futbol Colosio, Playa del Carmen, Quintana Roo, México    |                                                                                              |
| Perdió                                           | 62–11–1 | Jorge Páez Jr            | UD   | 12 (12)      | 2011-03-25 | Parque Vicente Guerrero, Mexicali, Baja California              |                                                                                              |
| Ganó                                             | 62–10–1 | Daniel Eduardo Yocupicio | TKO  | ? (10)       | 2010-08-07 | Estadio Hector Espino, Hermosillo, Sonora                       |                                                                                              |
| Ganó                                             | 61–10–1 | Roberto Valenzuela       | UD   | 10           | 2010-06-18 | Auditorio Municipal, Tijuana, Baja California, México           |                                                                                              |
| Perdió                                           | 60–10–1 | Alfonso Gómez            | RTD  | 6 (12)       | 2010-03-13 | Cowboys Stadium, Arlington, Texas                               | Por el Título de Peso Wélter WBC Continental Americas.                                       |
| Ganó                                             | 60–9–1  | Carlos Urias             | TKO  | 2 (8)        | 2009-09-12 | El Palenque de la Feria, Tepic, Nayarit                         |                                                                                              |
| Ganó                                             | 59–9–1  | Christian Solano         | TKO  | 3 (10)       | 2009-08-22 | Auditorio Unidad Deportiva, Los Cabos, Baja California Sur      |                                                                                              |
| Ganó                                             | 58–9–1  | Roberto Valenzuela       | KO   | 6 (10)       | 2009-07-25 | Palenque del Recinto Ferial, Nuevo Vallarta, Nayarit            |                                                                                              |
| Ganó                                             | 57–9–1  | James Wayka              | TKO  | 2 (10)       | 2009-01-17 | Palenque del FEX, Mexicali, Baja California                     |                                                                                              |
| Perdió                                           | 56–9–1  | Sebastian Andrés Lujan   | UD   | 10           | 2008-07-30 | Sycuan Resort & Casino, El Cajon, California                    |                                                                                              |
| Ganó                                             | 56–8–1  | Adan Casillas            | TKO  | 6 (10)       | 2007-10-27 | Palenque del FEX, Mexicali, Baja California                     |                                                                                              |
| Perdió                                           | 55–8–1  | Ricky Hatton             | KO   | 4 (12)       | 2007-06-23 | Thomas & Mack Center, Las Vegas, Nevada                         | Por el Título de Peso Ligero de The Ring.                                                    |
| Ganó                                             | 55–7–1  | Herman Ngoudjo           | SD   | 12           | 2007-01-20 | Paris Las Vegas, Las Vegas, Nevada                              | Ganó el Título de Peso Ligero NABF de la WBC.                                                |
| Ganó                                             | 54–7–1  | Rolando Reyes            | UD   | 12           | 2006-02-04 | Don Haskins Convention Center, El Paso, Texas                   |                                                                                              |
| Ganó                                             | 53–7–1  | Diego Corrales           | KO   | 4 (12)       | 2005-10-08 | Thomas & Mack Center, Las Vegas, Nevada                         |                                                                                              |
| Perdió                                           | 52–7–1  | Diego Corrales           | TKO  | 10 (12)      | 2005-05-07 | Mandalay Bay Resort & Casino, Las Vegas, Nevada                 | Perdió los Títulos de Peso Ligero de WBC y The Ring. Por el Título de Peso Ligero de la WBO. |
| Ganó                                             | 52–6–1  | Julio Diaz               | TKO  | 10 (12)      | 2005-03-05 | Mandalay Bay Resort & Casino, Las Vegas, Nevada                 | Retuvo los Títulos de Peso Ligero de WBC y The Ring.                                         |
| Ganó                                             | 51–6–1  | Joel Casamayor           | SD   | 12           | 2004-12-04 | Mandalay Bay Resort & Casino, Las Vegas, Nevada                 | Retuvo los Títulos de Peso Ligero de WBC y The Ring.                                         |
| Ganó                                             | 50–6–1  | Juan Lazcano             | UD   | 12           | 2004-06-05 | MGM Grand Garden Arena, Las Vegas, Nevada                       | Ganó los Títulos de Peso Ligero de WBC y The Ring.                                           |
| Ganó                                             | 49–6–1  | Derrick Parks            | TKO  | ? (10)       | 2004-02-13 | Edgewater Hotel & Casino, Laughlin, Nevada, USA                 |                                                                                              |
| Ganó                                             | 48–6–1  | Saul Duran               | TKO  | ? (10)       | 2003-10-10 | Jacob Brown Auditorium, Brownsville, Texas, USA                 |                                                                                              |
| Ganó                                             | 47–6–1  | Gustavo Corral           | KO   | 5 (10)       | 2003-06-14 | Honda Center, Anaheim, California                               |                                                                                              |
| Perdió                                           | 46–6–1  | Floyd Mayweather Jr      | UD   | 12           | 2002-12-07 | Mandalay Bay Resort & Casino, Las Vegas, Nevada                 | Por los Títulos de Peso Ligero de WBC y The Ring.                                            |
| Ganó                                             | 46–5–1  | Verdell Smith            | KO   | 3 (10)       | 2002-08-03 | Centro de Usos Múltiples, Hermosillo, Sonora                    |                                                                                              |
| Perdió                                           | 45–5–1  | Floyd Mayweather Jr      | UD   | 12           | 2002-04-20 | MGM Grand, Las Vegas, Nevada                                    | Perdió el Título de Peso Ligero del WBC. Por el Título vacante de peso ligero de The Ring.   |
| Ganó                                             | 45–4–1  | Juan Angel Macias        | TKO  | 8 (10)       | 2002-01-25 | AVI Resort & Casino, Laughlin, Nevada                           |                                                                                              |
| Ganó                                             | 44–4–1  | Fred Ladd                | TKO  | 4 (10)       | 2001-08-24 | Mexicali, Baja California                                       |                                                                                              |
| Ganó                                             | 43–4–1  | Sung-Ho Yuh              | KO   | 1 (12)       | 2001-06-16 | Centro de Usos Múltiples, Hermosillo, Sonora                    | Retuvo el Título de Peso Ligero del WBC.                                                     |
| Ganó                                             | 42–4–1  | Cesar Bazan              | TKO  | 6 (12)       | 2001-01-20 | MGM Grand, Las Vegas, Nevada                                    | Retuvo el Título de Peso Ligero del WBC.                                                     |
| Empate                                           | 41–4–1  | Stevie Johnston          | PTS  | 12           | 2000-09-15 | Pepsi Center, Denver, Colorado                                  | Retuvo el Título de Peso Ligero del WBC.                                                     |
| Ganó                                             | 41–4    | Stevie Johnston          | MD   | 12           | 2000-06-17 | MGM Grand, Las Vegas, Nevada                                    | Ganó el Título de Peso Ligero del WBC.                                                       |
| Ganó                                             | 40–4    | Steve Quinonez           | UD   | 10           | 2000-04-08 | Blancas Bazaar, Imperial Beach, California                      |                                                                                              |
| Ganó                                             | 39–4    | Jorge Páez               | KO   | 5 (12)       | 1999-10-16 | Plaza Calafia, Mexicali, Baja California                        |                                                                                              |
| Ganó                                             | 38–4    | Sandro Marcos            | KO   | 8 (12)       | 1999-08-14 | Guaymas, Sonora, México                                         | Ganó el Título Mexicano de peso Super Ligero.                                                |
| Ganó                                             | 37–4    | Cristino Mota            | KO   | 4 (?)        | 1999-07-10 | Mexicali, Baja California                                       |                                                                                              |
| Ganó                                             | 36–4    | Pablo Valenzuela         | KO   | 4 (?)        | 1999-06-04 | Mexicali, Baja California                                       |                                                                                              |
| Ganó                                             | 35–4    | Julian Romero            | UD   | 6            | 1999-04-01 | Don Haskins Convention Center, El Paso, Texas                   |                                                                                              |
| Ganó                                             | 34–4    | Eduardo Montes           | KO   | 3 (?)        | 1999-02-19 | Mexicali, Baja California                                       |                                                                                              |
| Perdió                                           | 33–4    | Julio Álvarez            | TKO  | 10 (12)      | 1998-10-03 | Ciudad de México, Distrito Federal                              | Perdió el Título Mexicano de peso Super Ligero.                                              |
| Ganó                                             | 33–3    | Julio Sánchez León       | TKO  | 8 (12)       | 1998-04-17 | Mexicali, Baja California                                       | Retuvo el Título Mexicano de peso Super Ligero.                                              |
| Ganó                                             | 32–3    | Hector Javier Márquez    | TKO  | 10(12)       | 1997-09-12 | Guaymas, Sonora                                                 | Retuvo el Título Mexicano de peso Super Ligero.                                              |
| Ganó                                             | 31–3    | Rafael Olvera            | KO   | 7 (12)       | 1997-07-04 | Gimnasio Municipal "Jose Neri Santos", Ciudad Juárez, Chihuahua | Ganó el Título Mexicano de peso Super Ligero.                                                |
| Ganó                                             | 30–3    | Javier Rentería          | KO   | 1 (?)        | 1997-03-08 | Stadio El Ferrocarel, Mexicali, Baja California                 |                                                                                              |
| Ganó                                             | 29–3    | Jesus Castaneda          | KO   | 2 (?)        | 1997-01-01 | Mexicali, Baja California                                       |                                                                                              |
| Ganó                                             | 28–3    | Jaime Fernández          | KO   | 1 (?)        | 1996-12-13 | Mexicali, Baja California                                       |                                                                                              |
| Ganó                                             | 27–3    | Roberto Valenzuela       | KO   | 6 (6)        | 1996-10-12 | Honda Center, Anaheim, California                               |                                                                                              |
| Ganó                                             | 26–3    | José Luis Montes         | KO   | 7 (?)        | 1996-09-20 | Mexicali, Baja California                                       |                                                                                              |
| Ganó                                             | 25–3    | Jesús Arce               | KO   | 1 (12)       | 1996-08-15 | Mexicali, Baja California                                       |                                                                                              |
| Perdió                                           | 24–3    | Javier Jauregui          | TKO  | 10 (12)      | 1996-05-09 | Guadalajara, Jalisco                                            |                                                                                              |
| Ganó                                             | 24–2    | Carlos Madrid            | KO   | 2 (?)        | 1996-03-15 | Mexicali, Baja California                                       |                                                                                              |
| Ganó                                             | 23–2    | Cornelio López           | KO   | 4 (?)        | 1995-12-08 | Mexicali, Baja California                                       |                                                                                              |
| Ganó                                             | 22–2    | Alfredo Curiel           | KO   | 4 (?)        | 1995-09-29 | Mexicali, Baja California                                       |                                                                                              |
| Ganó                                             | 21–2    | Ramon Soto               | KO   | 3 (?)        | 1995-04-07 | Mexicali, Baja California                                       |                                                                                              |
| Perdió                                           | 20–2    | Javier Jauregui          | TKO  | 10 (12)      | 1996-05-09 | Guadalajara, Jalisco                                            |                                                                                              |
| Ganó                                             | 20–1    | Alfredo Curiel           | TKO  | 6 (?)        | 1994-08-26 | Empalme, Sonora                                                 |                                                                                              |
| Ganó                                             | 19–1    | Francisco Valdez         | KO   | 1 (?)        | 1994-03-18 | Mexicali, Baja California                                       |                                                                                              |
| Perdió                                           | 18–1    | Cesar Soto               | TKO  | 2 (12)       | 1993-07-09 | Ciudad Juárez, Chihuahua                                        |                                                                                              |
| Ganó                                             | 18–0    | Lucilo Nolasco           | KO   | 2 (?)        | 1993-04-30 | Mexicali, Baja California                                       |                                                                                              |
| Ganó                                             | 17–0    | Juan Carlos Salazar      | KO   | 1 (?)        | 1993-03-05 | Mexicali, Baja California                                       |                                                                                              |
| Ganó                                             | 16–0    | Ascensión Lugo           | KO   | 2 (?)        | 1992-12-11 | Hermosillo, Sonora                                              |                                                                                              |
| Ganó                                             | 15–0    | Francisco Valdez         | TD   | 6 (?)        | 1992-10-02 | Tijuana, Baja California                                        |                                                                                              |
| Ganó                                             | 14–0    | Jorge Castro             | KO   | 2 (?)        | 1992-09-04 | Mexicali, Baja California                                       |                                                                                              |
| Ganó                                             | 13–0    | Rigoberto Felix          | KO   | 3 (?)        | 1992-08-07 | Mexicali, Baja California                                       |                                                                                              |
| Ganó                                             | 12–0    | Ramon Acuna              | KO   | 2 (?)        | 1992-06-20 | Mexicali, Baja California                                       |                                                                                              |
| Ganó                                             | 11–0    | Ramon Arreola            | KO   | 3 (?)        | 1992-05-29 | Tijuana, Baja California                                        |                                                                                              |
| Ganó                                             | 10–0    | Cesar Huizar             | KO   | 1 (?)        | 1992-03-30 | Tijuana, Baja California                                        |                                                                                              |
| Ganó                                             | 9–0     | Ramiro Dunton            | KO   | 5 (?)        | 1991-11-22 | Mexicali, Baja California                                       |                                                                                              |
| Ganó                                             | 8–0     | José Manjarrez           | KO   | 7 (?)        | 1991-09-06 | Mexicali, Baja California                                       |                                                                                              |
| Ganó                                             | 7–0     | Miguel Ángel Ramírez     | KO   | 4 (?)        | 1991-08-19 | Tijuana, Baja California                                        |                                                                                              |
| Ganó                                             | 6–0     | Victor Mendoza           | KO   | 4 (?)        | 1991-04-08 | Tijuana, Baja California                                        |                                                                                              |
| Ganó                                             | 5–0     | Raul Contreras           | KO   | 3 (?)        | 1991-03-21 | Mexicali, Baja California                                       |                                                                                              |
| Ganó                                             | 4–0     | Jesus Escobar            | KO   | 1 (?)        | 1990-12-21 | Mexicali, Baja California                                       |                                                                                              |
| Ganó                                             | 3–0     | José Álvarez             | KO   | 2 (?)        | 1990-10-01 | Tijuana, Baja California                                        |                                                                                              |
| Ganó                                             | 2–0     | Manolo Ramirez           | KO   | 2 (?)        | 1990-06-23 | Mexicali, Baja California                                       |                                                                                              |
| Ganó                                             | 1–0     | Ricardo Contreras        | KO   | 2(4)         | 1990-05-04 | Mexicali, Baja California                                       | Debut profesional de Castillo a los 16 años.                                                 |